# Israel Tal
Israel Tal, in ebraico ישראל טל, noto anche con il soprannome di Talik (13 settembre 1924 – Rehovot, 8 settembre 2010), è stato un generale israeliano.
Dopo aver combattuto durante la seconda guerra mondiale nei ranghi della Brigata Ebraica in Italia, Israel Tal si arruolò nel nuovo esercito di Israele (Tsahal) partecipando a tutte le guerre arabo-israeliane; dopo una serie di rapide promozioni divenne maggior generale e il massimo esperto israeliano di forze corazzate e di guerra con carri armati. Assertore di tattiche di guerra nel deserto basate sulle rapide manovre di divisioni mobili corazzate, Tal guidò i suoi reparti con grande successo durante la Guerra dei Sei Giorni. Dopo alcune polemiche con altri generali e dopo gli insuccessi della fase iniziale della guerra del Kippur, Tal si dedicò soprattutto al programma di sviluppo del nuovo carro armato di produzione nazionale Merkava. Israel Tal viene considerato uno dei più capaci generali e dei più abili comandanti di unità corazzate della storia di Israele.

## Biografia
Israel Tal iniziò la sua carriera militare operativa arruolandosi nell'esercito britannico durante la seconda guerra mondiale e partecipando come sottufficiale ai duri combattimenti in Italia del 1943-1945. Dopo la fine della guerra divenne sottotenente nel nuovo esercito di Israele e prese parte alla guerra d'indipendenza del giovane stato ebraico nel 1948. Divenuto ufficiale effettivo delle Forze difensive israeliane, si distinse per la preparazione, l'energia e la fermezza dimostrata nei suoi incarichi di comando. Ritenuto un esperto di mitragliatrici e di esplosivi, Tal prese parte come comandante di brigata alla guerra del 1956; in questa occasione si evidenziarono le carenze tattiche e organizzative delle modeste forze corazzate di Israele e Tal, divenuto generale, riuscì a convincere i dirigenti politici a sviluppare un piano di potenziamento del forze meccanizzate per farne il nucleo fondamentale dello Tsahal.
Israel Tal, strenuo sostenitore delle forze corazzate e del ruolo decisivo dei carri armati nella guerra nel deserto, fu in pratica il creatore delle dottrine tattiche d'impiego delle forze mobili israeliane e assunse un ruolo decisivo nel programma di sviluppo dei reparti e dei mezzi a partire soprattutto dal 1964 quando divenne comandante in capo delle forze corazzate di Israele. Secondo lo storico britannico Kenneth Macksey, Tal si ispirò nelle sue concezioni operative alle tattiche sviluppate dal generale tedesco Heinz Guderian; in particolare il generale israeliano concentrò i suoi programmi addestrativi sul perfezionamento delle modalità per un efficace coordinamento dei mezzi corazzati e soprattutto sul miglioramento delle capacità di tiro a distanza degli equipaggi, con cannoni ad alta velocità iniziale e a lunga gittata, di cui furono dotati i nuovi carri di produzione britannica o statunitense. Queste tecniche divennero i punti di forza dei carri armati israeliani nella guerra del deserto.

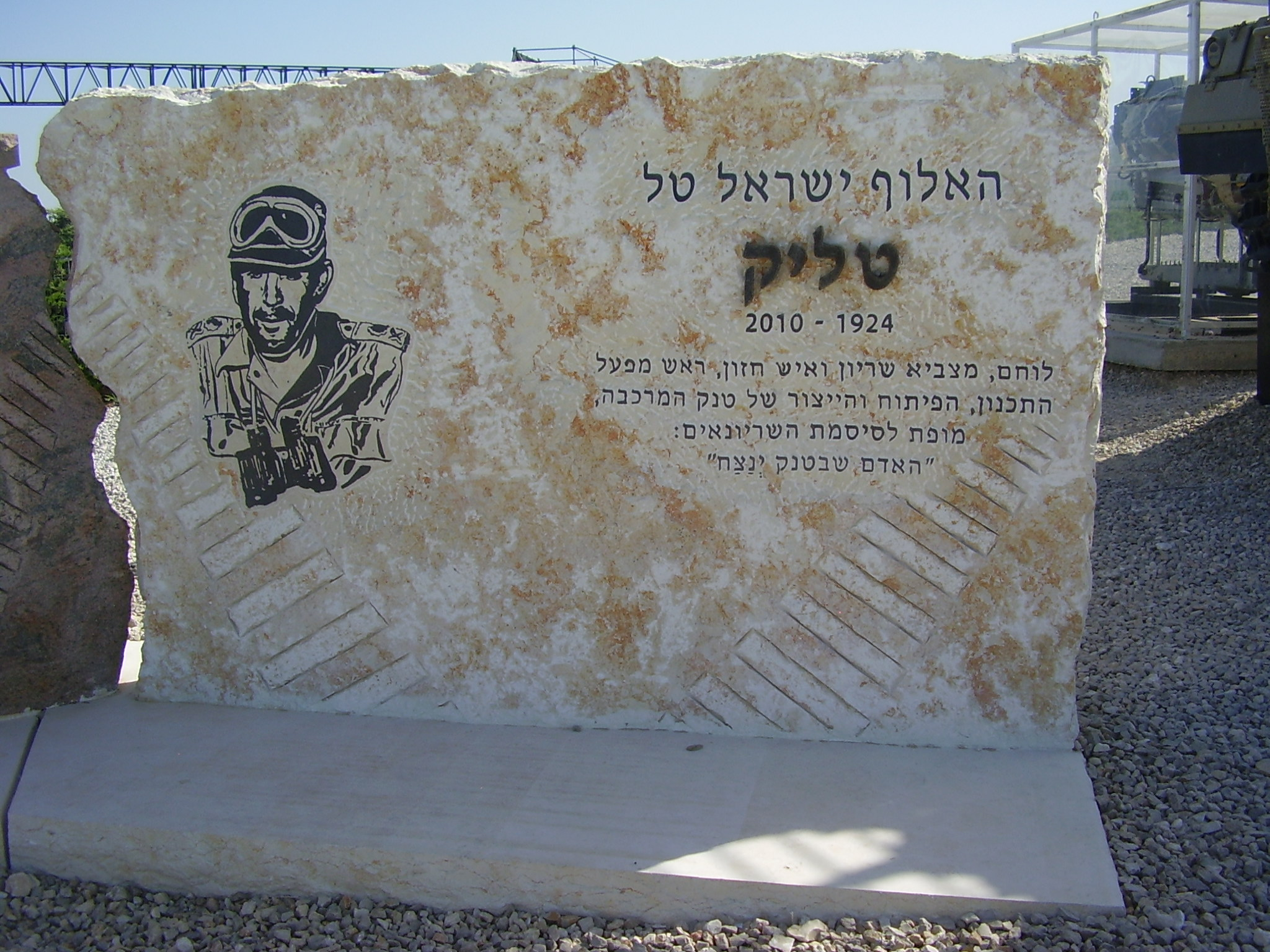
Memoriale dedicato al generale Tal a Latrun.

Fu nella Guerra dei Sei Giorni che Israel Tal poté mettere in pratica sul campo di battaglia le sue tattiche; al comando della divisione corazzata incaricata di avanzare lungo la costa della Penisola del Sinai, il generale effettuò una riuscita e rapida avanzata fino al canale di Suez, che venne raggiunto l'8 giugno 1967. Tal ebbe qualche difficoltà, dopo la conquista di Rafah, nella battaglia di El Arish; i reparti di avanguardia della brigata di punta del colonnello Shmuel Gonen rimasero temporaneamente isolati e la situazione venne ristabilita con l'intervento, attraverso il passo di Jiradi di un battaglione di carri al comando del maggiore Ehud Elad che rimase ucciso sul campo. Dopo aver superato questo ostacolo, Tal diresse con successo la battaglia di carri di Bir Lahfan dove i suoi equipaggi mostrarono una netta superiorità, muovendo con ordine e bersagliando i carri nemici grazie alla loro precisione nel tiro a distanza acquisita dopo lunghi addestramenti. Mentre una parte del forze egiziane veniva respinta verso sud dove stavano avanzando le colonne corazzate dei generali Abraham Yoffe e Ariel Sharon, i carri armati del generale Tal proseguirono verso il canale.
Dopo la vittoria nella Guerra dei Sei Giorni, Israel Tal guadagnò prestigio ed onori dai risultati ottenuti dalle forze corazzate ed egli divenne vice capo di Stato maggiore dell'esercito israeliano; in questa fase Tal continuò ad enfatizzare il ruolo decisivo delle dottrine di guerra mobile offensiva mentre screditò l'importanza delle posizioni difensive stabilite dal generale Haim Bar-Lev nel Sinai. Tal minimizzò ugualmente la pericolosità dei nuovi missili anticarro forniti dall'Unione Sovietica all'Egitto in vista della nuova guerra del 1973. Durante la Guerra del Kippur alcune delle concezioni di Tal si rivelarono errate; la linea Bar-Lev effettivamente si dimostrò inutile, ma le nuove armi anticarro egiziane e i nuovi missili si dimostrarono molto pericolosi e i primi contrattacchi dei carri armati israeliani terminarono con costosi fallimenti. Tal nell'ultima fase della guerra assunse il comando del fronte meridionale e negoziò il "cessate il fuoco" locale ma, dopo la guerra, per contrasti politico-militari con i superiori, non venne nominato capo di Stato maggiore dell'esercito al posto del generale David Elazar, destituito e ritenuto il responsabile principale delle sconfitte iniziali.
Negli ultimi anni del suo servizio nell'esercito israeliano il generale Tal divenne consigliere del Ministro della Difesa delegato per lo sviluppo e la programmazione dei materiali e dell'equipaggiamento, e in questo ruolo fu il principale promotore del progetto di carro armato nazionale, il Merkava, sviluppato sulla base dell'esperienze concrete durante le guerre e con il suo importante contributo tecnico. Israel Tal è considerato l'artefice delle forze corazzate israeliane ed uno dei più importanti generali della storia della nazione ebraica ed il suo nome figura nel Wall of Greatest Armor Commanders al Patton Museum of Cavalry and Armor di Fort Knox, insieme a quelli di George Patton, Creighton Abrams, Erwin Rommel e Moshe Peled.